# Cacia marionae
Cacia marionae es una especie de escarabajo longicornio del género Cacia, subfamilia Lamiinae. Fue descrita científicamente por Hüdepohl en 1989.
Se distribuye por Filipinas. Mide 14,2 milímetros de longitud. El período de vuelo ocurre en el mes de abril.